# Língua mafa
Mafa é uma língua  Afro-asiáticas falada no norte Camarões e no norte Nigéria pelo povo do mesmo nome. É falada também Burquina Fasso, Chade, Mali, Serra Leoa, Sudão
O termo  Matakam  é tradicionalmente visto como pejorativo. 

## Dialetos
Mafa é amplamente falado no departamento de Mayo-Tsanaga de Mokolo ao norte. Mafa inclui os seguintes dialetos.
- Mafa Central na comuna de Koza, Camarões e na cidade de Mokolo
- Mafa Ocidental, no noroeste da Comuna de [Mokolo (Magoumaz)
- Mafa Orientalno nordeste (comunas de Soulede e Roua, Camarões)s

Há cerca de 136 mil falantes em Camarões.